# 第86回凱旋門賞
第86回凱旋門賞（だい86かいがいせんもんしょう）とは、2007年10月7日にフランス・パリのロンシャン競馬場第6競走として芝2400メートルで行われた競馬の競走である。

## 条件
- 発走：16時40分（日本時間23時40分）
- 賞金総額：2,000,000ユーロ（1着賞金1,142,800ユーロ）
- 出走条件：3歳以上牡牝
- 天候：晴
- 馬場硬度：3.4（Bon Souple, 稍重馬場）

## レース施行前の状況
日本からはウオッカとメイショウサムソンが参戦を表明していたが、前者は球節炎、後者は馬インフルエンザ発生の影響によりいずれも遠征を断念したため、2年ぶりに日本調教馬の出走なしで行われた。
2003年以降は4年連続で3歳馬が優勝していた本競走であったが、この時点で3歳最強馬と目されていたのはイギリス調教のエプソムダービー（イギリスG1）優勝馬オーソライズド。同馬はエクリプスステークス（イギリスG1）2着後、インターナショナルステークス（イギリスG1）を勝っての出走だった。そのオーソライズドにエプソムダービーで後塵を拝した、アイリッシュダービー（アイルランドG1）勝ち馬のソルジャーオブフォーチュンは、3週間前のニエル賞（フランスG2）を制して成長ぶりを窺わせた。またパリ大賞（フランスG1）勝ち馬のザンベジサンも、ニエル賞では3着に敗れたものの依然有力視されていた。対する古馬の代表格は7月のキングジョージ6世&クイーンエリザベスステークス（イギリスG1）を制したディラントーマス。インターナショナルステークスではオーソライズドの2着だったが、続くアイリッシュチャンピオンステークス（アイルランドG1）で連覇を達成し本競走に臨んでいた。
このほか、G1・3勝の牝馬マンデシャ、ラインラントポカル（ドイツG1）など重賞3連勝中のドイツ調教馬サデックス、ニエル賞で2着に入った3歳馬サガラ、キングジョージ6世&クイーンエリザベスステークス2着馬ユームザインらが顔を揃えた。
なお、有力馬の1頭だったマンデュロは9月16日に行われた前哨戦のフォワ賞（フランスG2）でマンデシャなどを破り快勝したが、直後に骨折が判明。その後、同馬の代役として3000メートルの重賞を2勝した長距離馬、ゲッタウェイ（馬主・調教師ともにマンデュロと同じ）が追加登録を行って出走することとなった。
ソルジャーオブフォーチュンとディラントーマスを管理するアイルランドのエイダン・オブライエン調教師はペースメーカー役のソングオブハイアワサを追加登録し、4頭出しでオーソライズドらに対抗する形を取った。

## 出走表
| 馬番 | 枠番 | 馬名（生産国）                                | 調教国       | 性齢 | 斤量 (kg) | 騎手                                       | 調教師                                              |
| 1    | 4    | ユームザイン Youmzain                         | イギリス     | 牡4  | 59.5      | リチャード・ヒューズ Richard D.Hughes      | ミック・シャノン Mick Channon                       |
| 2    | 6    | ディラントーマス Dylan Thomas                 | アイルランド | 牡4  | 59.5      | キーレン・ファロン Kieren Fallon           | エイダン・オブライエン Aidan Patrick O'Brien        |
| 3    | 1    | ドラゴンダンサー Dragon Dancer                | イギリス     | 牡4  | 59.5      | ダリル・ホランド Darryll Holland           | ジェフ・ラグ Geoff Wragg                            |
| 4    | 2    | サデックス Saddex                             | ドイツ       | 牡4  | 59.5      | トルステン・ムンドリー Torsten Mundry      | ピーター・ラウ Peter Rau                            |
| 5    | 10   | ゲッタウェイ Getaway                          | フランス     | 牡4  | 59.5      | オリビエ・ペリエ Olivier Peslier           | アンドレ・ファーブル Andre Fabre                    |
| 6    | 3    | マンデシャ Mandesha                           | フランス     | 牝4  | 58.0      | クリストフ・スミヨン Christophe Soumillon  | アラン・ド・ロワイエ＝デュプレ Alain de Royer-Dupre |
| 7    | 8    | ザンベジサン Zambezi Sun                      | フランス     | 牡3  | 56.0      | ステファン・パスキエ Stephane Pasquier     | パスカル・バリー Pascal Bary                        |
| 8    | 7    | ソングオブハイアワサ Song Of Hiawatha         | アイルランド | 牡3  | 56.0      | デイヴィッド・マッケイブ David McCabe      | エイダン・オブライエン Aidan Patrick O'Brien        |
| 9    | 9    | イエローストーン Yellowstone                  | アイルランド | 牡3  | 56.0      | パット・スマレン Pat Smullen               | エイダン・オブライエン Aidan Patrick O'Brien        |
| 10   | 5    | ソルジャーオブフォーチュン Soldier Of Fortune | アイルランド | 牡3  | 56.0      | ジョニー・ムルタ Johnny Murtagh            | エイダン・オブライエン Aidan Patrick O'Brien        |
| 11   | 11   | サガラ Sagara                                 | フランス     | 牡3  | 56.0      | ティエリ・ジレ Thierry Gillet              | ジョナサン・ピース Jonathan Pease                   |
| 12   | 12   | オーソライズド Authorized                     | イギリス     | 牡3  | 56.0      | ランフランコ・デットーリ Lanfranco Dettori | ピーター・チャップルハイアム Peter Chapple-Hyam     |

## 競走内容
1番人気に推された大外枠のオーソライズドが出遅れるなど、ややばらついたスタート。ソングオブハイアワサが先頭に立ち、同厩舎のイエローストーンと2頭でレースを引っ張る展開となった。ソルジャーオブフォーチュンらがこの直後につけ、ザンベジサン、ディラントーマスは中団を追走。オーソライズドはほぼ最後方の位置取りであった。
道中は大きな動きもなく進む。最後の直線に入ったところでソルジャーオブフォーチュンが抜け出し、そのまま押し切りを図ったが、その後ろからディラントーマスが内に切れ込みながらも差を詰め、残り200メートル付近で先頭に立った。同馬の後を追うようにして馬群から外に持ち出されたユームザインが猛追を見せるも、これをアタマ差抑えディラントーマスが優勝した。後方から追い込んだサガラとゲッタウェイが3着・4着に入り、ソルジャーオブフォーチュンは5着。オーソライズドは直線でも伸びを欠き10着に終わった。
ディラントーマスが最後の直線でソルジャーオブフォーチュン（5着）ら他馬の進路を妨害したとして審議が行われ、レース終了から確定までに30分以上を要したが、着順に変更はなかった。古馬による凱旋門賞優勝は2002年のマリエンバード以来5年ぶり。ディラントーマスの鞍上キーレン・ファロンは2005年のハリケーンランに続き本競走2勝目で、管理調教師のエイダン・オブライエンにとっては初制覇だった。

## 競走結果
| 着順 | 馬名                       | 勝ち時計 |
| 1着  | ディラントーマス           | 2:28.50  |
| 2着  | ユームザイン               | 頭       |
| 3着  | サガラ                     | 1馬身1/2 |
| 4着  | ゲッタウェイ               | 短頭     |
| 5着  | ソルジャーオブフォーチュン | 1/2馬身  |
| 6着  | サデックス                 | 4馬身    |
| 7着  | マンデシャ                 | 3/4馬身  |
| 8着  | ザンベジサン               | 2馬身1/2 |
| 9着  | ドラゴンダンサー           | 1馬身1/2 |
| 10着 | オーソライズド             | 短首     |
| 11着 | イエローストーン           | 15馬身   |
| 12着 | ソングオブハイアワサ       | 15馬身   |